# Pearl River (Louisiana)
Pearl River és una població dels Estats Units a l'estat de Louisiana. Segons el cens del 2000 tenia 1.839 habitants.

## Demografia
Segons el cens del 2000, Pearl River tenia 1.839 habitants, 708 habitatges, i 513 famílies. La densitat de població era de 285,2 habitants/km².
Dels 708 habitatges en un 32,9% hi vivien nens de menys de 18 anys, en un 56,9% hi vivien parelles casades, en un 11,6% dones solteres, i en un 27,5% no eren unitats familiars. En el 24% dels habitatges hi vivien persones soles el 8,9% de les quals corresponia a persones de 65 anys o més que vivien soles. El nombre mitjà de persones vivint en cada habitatge era de 2,6 i el nombre mitjà de persones que vivien en cada família era de 3,09.
Per edats la població es repartia de la següent manera: un 25,8% tenia menys de 18 anys, un 8,6% entre 18 i 24, un 28,7% entre 25 i 44, un 25,2% de 45 a 60 i un 11,7% 65 anys o més.
L'edat mediana era de 37 anys. Per cada 100 dones de 18 o més anys hi havia 91,7 homes.
La renda mediana per habitatge era de 31.296 $ i la renda mediana per família de 40.647 $. Els homes tenien una renda mediana de 31.855 $ mentre que les dones 19.637 $. La renda per capita de la població era de 15.542 $. Entorn del 12% de les famílies i el 14,9% de la població estaven per davall del llindar de pobresa.

## Poblacions més properes
El següent diagrama mostra les poblacions més properes.